# كارول سمولوود
كارول سمولوود (بالإنجليزية: Carol Smallwood)‏ (3 مايو 1939، شيبوغن في الولايات المتحدة)؛ كاتِبة، أمينة مكتبة، شاعرة وروائية أمريكية.